# 一年基準
一年基準（いちねんきじゅん）とは、貸借対照表において資産や負債を流動または固定のいずれに区分するかを判断するためのルールの一つである。ワン・イヤー・ルール（one year rule）とも呼ぶ。

## 概要
一定の債権及び債務のうち、貸借対照表日の翌日から起算して一年以内に入金又は支払の期限が到来するものは、流動資産又は流動負債に属するものとし、入金又は支払の期限が一年をこえて到来するものは、投資その他の資産又は固定負債に属するものとなる（企業会計原則注解16）。
正常営業循環基準を補うルールであり、正常営業循環基準で分類したあとに、このルールが適用される。

## 適用されるもの
1. 経過勘定のうちの前払費用
2. 貸付金、借入金
3. 差入保証金、受入保証金
4. 企業の主目的以外の取引によって発生した未収金、未払金等
5. 定期預金など、期限の設定されている預金

## 適用されないもの

### 流動資産・流動負債となるもの
1. 受取手形、売掛金、前払金、支払手形、買掛金、前受金等の当該企業の主目的たる営業取引により発生した債権及び債務（ただし、これらの債権のうち、破産債権、更生債権及びこれに準ずる債権で一年以内に回収されないことが明らかなものは、固定資産たる投資その他の資産に属するものとする。）
2. 経過勘定のうちの未払費用、未収収益、前受収益
3. 商品、製品、半製品、原材料、仕掛品等のたな卸資産
4. 当座預金など、期限の設定がない預金

### 固定資産となるもの
- 企業がその営業目的を達成するために所有し、かつ、その加工若しくは売却を予定しない財貨

## 留意事項
- 固定資産のうち残存耐用年数が一年以下となったものも流動資産とせず固定資産に含ませる。
- たな卸資産のうち恒常在庫品として保有するもの若しくは余剰品として長期間にわたって所有するものは固定資産とせず流動資産に含ませる。